# Reel Big Fish
Reel Big Fish es una banda de ska punk originaria de Huntington Beach (California), más conocida por el éxito «Sell Out» (1997). La banda ganó popularidad a mediados y finales de los años 1990, durante la tercera ola del ska con el lanzamiento del disco de oro certificado Turn the Radio Off. Poco después, la banda perdió bastante popularidad, pero alcanzó un nivel de reconocimiento secundario. Desde 2006 la banda no está ligada a un sello discográfico importante y actualmente es independiente. Después de muchos cambios de formación a través de los años, el hombre al frente y vocalista de la banda Aaron Barrett sigue siendo el único miembro fundador de la banda.

## Discografía
- Everything Sucks (1995)
- Turn the Radio Off (1996)
- Why Do They Rock So Hard? (1998)
- Cheer Up! (2002)
- We're Not Happy 'Til You're Not Happy (2005)
- Monkeys for Nothin' and the Chimps for Free (2007)
- Fame, Fortune and Fornication (2009)
- Candy Coated Fury (2012)
- Christmas album (2015)
- Life Sucks… Let's Dance! (2018)